# 蓋伊 (印第安納州)
蓋伊（英語：Guy）是位於美國印地安納州霍華德縣的一個非建制地區。該地的面積和人口皆未知。